# OSM-Plugin
Das OSM-Plugin ermöglicht es, die Daten von OpenStreetMap in ein WordPress-Blog einzubinden und persönliche Daten (Strecken / Tracks, Marker) einzublenden.
Ursprünglich wurde das Plug-in entwickelt um im Fotoprojekt www.Fotomobil.at der Fotogruppe faktor eine Landkarte mit allen Fotobeiträgen darzustellen.

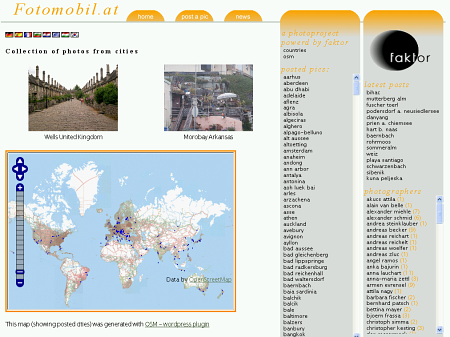
Darstellung aller Beiträge eines Blogs auf einer Karte

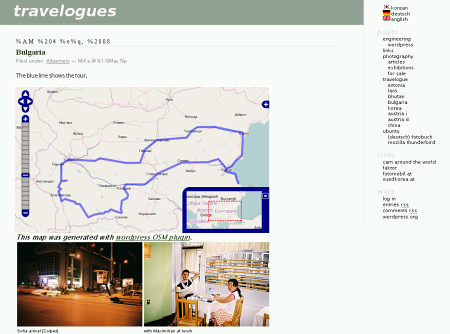
Darstellung eines Tracks mit Fotos im Blog

## Übersicht
Mit dem OSM-Plugin können aus den OpenStreetMap-Daten generierte Karten in Posts und Artikel eingebunden werden. Es ist möglich, eigene Fotos, Tracks und Blogposts mit Geodaten der eingebundenen Karte zu verknüpfen, um diese zu visualisieren.

## Funktionen
- Einfügen von einfachen Karten in Posts und Artikel unter Verwendung Shortcodes im Beitrag
- Visualisieren von Routen und Tracks mithilfe von Dateien (GPX- und KML-Format)
- Visualisieren von POI und Markern durch Textdateien
- Hinzufügen von Geotags zu WordPress-Beiträgen
- Visualisierung aller WordPress Beiträge mit Geotag auf einer Karte oder Weltkarte